# Timo Werner
Pour les articles homonymes, voir Werner.
Timo Werner (prononcé en allemand : [ˈtiːmoː ˈvɛɐ̯nɐ],), né le 6 mars 1996 à Stuttgart, en Allemagne, est un footballeur international allemand qui évolue au poste d'attaquant au RB Leipzig.

## Biographie

### Jeunesse et formation
Né dans le quartier de Bad Cannstatt à Stuttgart, Timo Werner est le fils de Günther Schuh, ancien attaquant des Stuttgarter Kickers et de Sabine Werner. Il commence à jouer au foot dans un club de sa ville natale, le TSV Steinhaldenfeld, et rejoint le VfB Stuttgart à l'âge de six ans. Il évolue dans le centre de formation du club où joue Mario Gómez, l'un des modèles et futur coéquipier de Werner.
Timo Werner clôturera sa formation en été 2013, lorsqu'il commence à s'entrainer avec l'équipe pro du club.
Le football ne l'empêchera pas de finir sa scolarité, et il obtient son Abitur en 2014.

### Carrière en club

#### VfB Stuttgart
Timo Werner fait ses débuts le 1er août 2013, pendant la phase de qualification de la Ligue Europa, contre le Botev Plovdiv. Seulement âgé de 17 ans et 4 mois, c'est le plus jeune joueur à porter le maillot du VfB en Bundesliga, contre le Bayer Leverkusen le 17 août 2013. Un mois plus tard, il inscrit son premier but face à l'Eintracht Francfort. Il inscrit cette même saison son premier doublé, devenant ainsi le plus jeune joueur a inscrire un doublé en Bundesliga.
Il signe son premier contrat professionnel à 18 ans.
Il ne parvient pas à éviter la relégation de son équipe en 2. Bundesliga à l'issue de la saison 2015-2016. Malgré quatorze ans passés au VfB et un contrat le liant au club jusqu'en juin 2018, il commence à devenir évident que Timo Werner ne restera pas à Stuttgart.

#### RB Leipzig

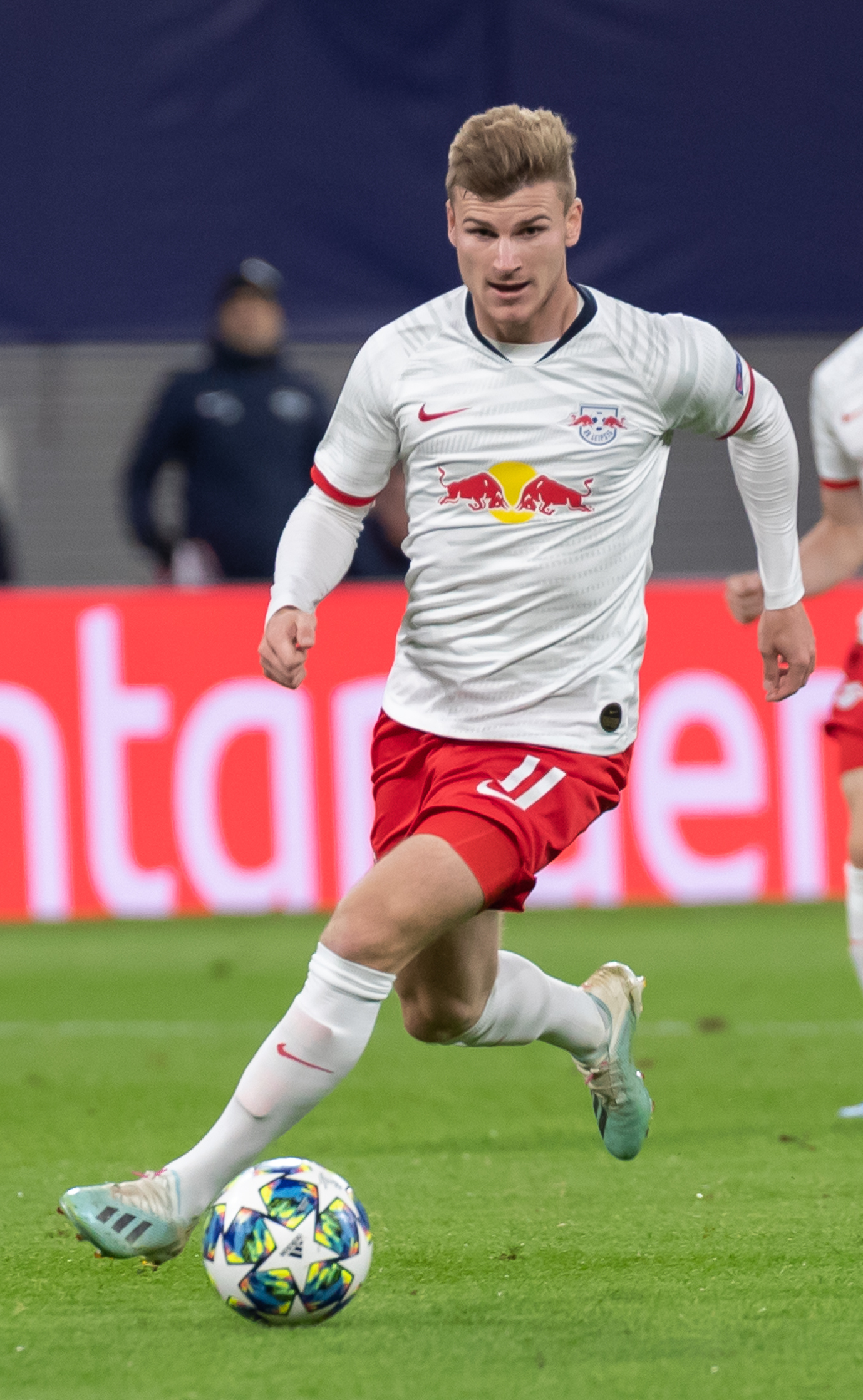
Timo Werner avec le RB Leipzig en 2019.

Le 11 juin 2016, il rejoint le RB Leipzig, tout juste promu, contre une indemnité estimée à 10 M€. Il joue son premier match sous ses nouvelles couleurs le 20 août 2016, lors d'une rencontre de coupe d'Allemagne face au SG Dynamo Dresde. Son équipe est battue aux tirs au but ce jour-là.
Il inscrit ses deux premiers buts sous ses nouvelles couleurs face à Hambourg, en championnat, le 17 septembre 2016 (victoire 0-4). Il inscrira au total 21 buts lors de cette saison, se classant quatrième meilleur buteur de Bundesliga, derrière Robert Lewandowski, Pierre-Emerick Aubameyang et Anthony Modeste, et participant à la qualification de son équipe pour la Ligue des champions.
Lors de la saison 2016-2017, à l'occasion d'un match contre Schalke, il s'effondre dans la surface afin d'obtenir un penalty. Depuis cet incident et malgré ses explications et excuses, il devient la cible d'insultes de la part de certains « ultras » de Bundesliga, entre autres lors du match de qualification pour le Mondial 2018 entre l'Allemagne et la République tchèque à Prague.
Timo Werner et le RB Leipzig effectuent leur première saison en Ligue des champions en 2017-2018. Arrivé troisième de son groupe, le RB Leipzig est éliminé du tournoi, mais est en revanche repêché en Ligue Europa, où le club atteindra les quarts de finale. Bien que Werner y ait marqué le but de la victoire au match aller face à l'Olympique de Marseille (1-0), son équipe s'inclinera au Stade Vélodrome sur le score de 2-5 au match retour, entraînant son élimination. Avec trois buts en Ligue des champions et quatre en Ligue Europa, Timo Werner est le meilleur buteur de son équipe lors de ces deux tournois.
En Coupe d'Allemagne, Leipzig affronte le Bayern Munich au second tour du tournoi. Lors de la séance de tirs au but, Timo Werner manque son tir, entérinant l'élimination de son équipe (1-1 a.p., 4-5 t.a.b.).
Le 30 août 2019, Werner réalise le premier triplé de sa carrière, face au Borussia Mönchengladbach, en championnat. Son équipe s'impose par trois buts à un ce jour-là.

#### Chelsea FC
Le 18 juin 2020, Timo Werner s'engage en faveur des Blues de Chelsea en signant un contrat de cinq ans contre une somme estimée à 50 M€,. Il fait le choix de ne pas terminer la campagne européenne avec le RB Leipzig, et rejoint donc sa nouvelle équipe à partir du 1er juillet 2020.
Le 14 septembre 2020, il fait officiellement ses débuts avec Chelsea contre Brighton & Hove pour le 1er match de Premier League de la saison 2020-2021. Il se montre particulièrement décisif pour son 1er match en obtenant un penalty pour l'ouverture du score. Chelsea s'impose sur le score de trois buts à un ce jour-là. Sa vitesse et sa réactivité font forte impression pour ses débuts en étant le principal danger sur le front de l'attaque. Il inscrit son 1er but en Coupe de la Ligue anglaise contre Tottenham mais ne peut éviter la défaite des siens aux tirs au but.
Ensuite, et jusqu'au mercato estival de 2022, il aura de moins en moins de temps de jeu, peinant à trouver les ballons de ses coéquipiers. Chelsea voulant libérer de la masse salariale pour s'offrir l'attaquant Raheem Sterling, opére un transfert avec le RB Leipzig, le club a qui elle l'a acheté deux ans auparavant.

#### RB Leipzig
Le 9 août 2022, il signe à nouveau au RB Leipzig pour 20M€. Il marque son premier but lors de son premier match contre le FC Cologne (score final : 2-2).

#### Tottenham Hotspur
Le 9 janvier 2024, Tottenham Hotspur annonce l'arrivée de Werner en prêt jusqu'à la fin de saison avec une option d'achat estimée à 17 millions d'euros.
Le 28 mai 2024, le club londonien annonce la prolongation du prêt de Werner jusqu'à la fin de la saison 2024-2025,

### En équipe nationale
En 2010, Timo Werner dispute son premier match avec l'équipe d'Allemagne des moins de 15 ans contre la Pologne, réalisant un triplé pour sa première sélection.
En 2012, Timo Werner est sélectionné pour participer au Championnat d'Europe des moins de 17 ans. L'équipe d'Allemagne des moins de 17 ans, menée par son capitaine Leon Goretzka, atteint la finale. Werner, titulaire, ne peut éviter la victoire des Pays-Bas aux tirs au but. Quelques mois plus tard (le 5 octobre), Timo Werner se démarque en inscrivant un quintuplé face à l'équipe d'Andorre des moins de 17 ans (victoire 10-1).
En 2013, Timo Werner dispute quelques matchs amicaux avec l'équipe d'Allemagne des moins de 19 ans, marquant même dès sa première sélection. Timo Werner n'est cependant pas sélectionné pour le Championnat d'Europe des moins de 19 ans en 2014, ce qui n'empêchera pas l'équipe d'Allemagne de remporter le tournoi.
Mais en 2015, après avoir marqué quatre buts lors des qualifications, il est retenu par Marcus Sorg pour participer au Championnat d'Europe des moins de 19 ans en 2015. Accompagné de jeunes talents comme Jonathan Tah ou Leroy Sané, Timo Werner dispute les 3 matchs de l'Allemagne en marquant un but face à la Russie, mais son équipe ne passe pas les phases de poules.
Timo Werner est également sélectionné par Horst Hrubesch pour jouer avec l'équipe d'Allemagne espoirs, marquant un but lors de son premier match face au Danemark le 3 septembre 2015.
Malgré son jeune âge, il n'est pas sélectionné aux Jeux olympiques de Rio en 2016. En effet, son transfert durant l'été dans un nouveau club (le RB Leipzig) l'empêche, d'après le règlement, de participer aux Jeux olympiques.
Le 22 mars 2017, Timo Werner vit sa première sélection et est titularisé à la pointe de l'attaque de l'équipe d'Allemagne contre l'Angleterre. Cette rencontre est également le dernier match de Lukas Podolski, signe de l'avènement d'une nouvelle génération. Joachim Löw voit en Werner un attaquant prometteur, un bon signe pour l'Allemagne encore à la recherche d'un successeur à Miroslav Klose.
À la suite de sa bonne saison avec le RB Leipzig, il est convoqué pour la Coupe des confédérations 2017. Timo Werner inscrit un doublé contre le Cameroun en phase de groupe (3-1) et est élu homme du match à l'issue de la rencontre. Il trouve le chemin du but et délivre une passe face au Mexique en demi finale et aide la Mannschaft à se qualifier en finale de la compétition. Titulaire en finale face au Chili, Timo Werner fait une passe décisive à Lars Stindl pour ouvrir le score, ce qui permettra à l'Allemagne de remporter le match 1-0. À l'issue du tournoi, Timo Werner remporte le Soulier d'or (prix du meilleur buteur) avec 3 buts et deux passes décisives.
Le 4 juin 2018, Timo Werner est sélectionné par Joachim Löw pour faire partie des 23 joueurs participant à la Coupe du monde 2018. Le sélectionneur écarte ainsi les attaquants Sandro Wagner et Nils Petersen de l'effectif. Titulaire lors des trois matchs de poule, il n'y inscrit aucun but.
Blessé à la cheville gauche au début du mois de novembre 2022, soit moins de trois semaines avant le début de la Coupe du monde 2022, il ne peut être rétabli à temps et est donc forfait pour cette compétition.

## Statistiques

### En club
| Saison                | Club                     | Championnat           | Championnat | Championnat | Championnat | Coupe(s) nationale(s) | Coupe(s) nationale(s) | Coupe(s) nationale(s) | Compétition(s) continentale(s) | Compétition(s) continentale(s) | Compétition(s) continentale(s) | Compétition(s) continentale(s) | Total | Total | Total |
| Saison                | Club                     | Division              | M.          | B.          | P.d.        | M.                    | B.                    | P.d.                  | Comp.                          | M.                             | B.                             | P.d.                           | M.    | B.    | P.d.  |
| 2013-2014             | VfB Stuttgart            | Bundesliga            | 30          | 4           | 5           | 2                     | 0                     | 0                     | C3                             | 2                              | 0                              | 0                              | 34    | 4     | 5     |
| 2014-2015             | VfB Stuttgart            | Bundesliga            | 32          | 3           | 1           | 1                     | 0                     | 0                     | -                              | -                              | -                              | -                              | 33    | 3     | 1     |
| 2015-2016             | VfB Stuttgart            | Bundesliga            | 33          | 6           | 3           | 3                     | 1                     | 1                     | -                              | -                              | -                              | -                              | 36    | 7     | 4     |
| Sous-total            | Sous-total               | Sous-total            | 95          | 13          | 9           | 6                     | 1                     | 1                     | -                              | 2                              | 0                              | 0                              | 103   | 14    | 10    |
| 2016-2017             | RB Leipzig               | Bundesliga            | 31          | 21          | 5           | 1                     | 0                     | 0                     | -                              | -                              | -                              | -                              | 32    | 21    | 5     |
| 2017-2018             | RB Leipzig               | Bundesliga            | 32          | 13          | 7           | 2                     | 1                     | 0                     | C1+C3                          | 6+5                            | 3+4                            | 0+2                            | 45    | 21    | 9     |
| 2018-2019             | RB Leipzig               | Bundesliga            | 30          | 16          | 7           | 4                     | 3                     | 0                     | C3                             | 3                              | 0                              | 1                              | 37    | 19    | 8     |
| 2019-2020             | RB Leipzig               | Bundesliga            | 34          | 28          | 8           | 3                     | 2                     | 2                     | C1                             | 8                              | 4                              | 1                              | 45    | 34    | 11    |
| Sous-total            | Sous-total               | Sous-total            | 127         | 78          | 27          | 10                    | 6                     | 2                     | -                              | 22                             | 11                             | 4                              | 159   | 95    | 33    |
| 2020-2021             | Chelsea FC               | Premier League        | 38          | 7           | 8           | 4                     | 2                     | 1                     | C1                             | 12                             | 4                              | 2                              | 54    | 13    | 11    |
| 2021-2022             | Chelsea FC               | Premier League        | 22          | 4           | 1           | 9                     | 3                     | 3                     | C1                             | 5                              | 4                              | 2                              | 36    | 11    | 6     |
| Sous-total            | Sous-total               | Sous-total            | 57          | 10          | 9           | 13                    | 5                     | 4                     | -                              | 17                             | 8                              | 4                              | 87    | 23    | 17    |
| 2022-2023             | RB Leipzig               | Bundesliga            | 27          | 9           | 2           | 4                     | 5                     | 1                     | C1                             | 8                              | 2                              | 2                              | 39    | 16    | 5     |
| 2023-2024             | RB Leipzig               | Bundesliga            | 8           | 2           | 0           | 1                     | 0                     | 0                     | C1                             | 4                              | 0                              | 0                              | 13    | 2     | 0     |
| Sous-total            | Sous-total               | Sous-total            | 35          | 11          | 2           | 5                     | 5                     | 1                     | -                              | 12                             | 2                              | 2                              | 52    | 18    | 5     |
| 2023-2024             | Tottenham Hotspur (prêt) | Premier League        | 12          | 2           | 3           | 1                     | 0                     | 0                     | -                              | -                              | -                              | -                              | 13    | 2     | 3     |
| 2024-2025             | Tottenham Hotspur (prêt) | Premier League        | 18          | 0           | 3           | 4                     | 1                     | 0                     | C3                             | 5                              | 0                              | 0                              | 27    | 1     | 3     |
| Sous-total            | Sous-total               | Sous-total            | 30          | 2           | 6           | 5                     | 1                     | 0                     | -                              | 5                              | 0                              | 0                              | 40    | 3     | 6     |
| Total sur la carrière | Total sur la carrière    | Total sur la carrière | 340         | 114         | 53          | 36                    | 15                    | 5                     | -                              | 58                             | 21                             | 10                             | 434   | 150   | 68    |

### En sélection
| Années                | Sélection             | Phases finales                | Phases finales | Phases finales | Phases finales | Éliminatoires | Éliminatoires | Éliminatoires | Éliminatoires | Amicaux | Amicaux | Amicaux | Autres compétitions | Autres compétitions | Autres compétitions | Autres compétitions | Total | Total | Total |
| Années                | Sélection             | Comp.                         | M.             | B.             | P.d.           | Comp.         | M.            | B.            | P.d.          | M.      | B.      | P.d.    | Comp.               | M.                  | B.                  | P.d.                | M.    | B.    | P.d.  |
| --------------------- | --------------------- | ----------------------------- | -------------- | -------------- | -------------- | ------------- | ------------- | ------------- | ------------- | ------- | ------- | ------- | ------------------- | ------------------- | ------------------- | ------------------- | ----- | ----- | ----- |
| 2017                  | Allemagne             | Coupe des confédérations 2017 | 4              | 3              | 2              | CdM 2018      | 3             | 3             | 0             | 3       | 1       | 0       | -                   | -                   | -                   | -                   | 10    | 7     | 2     |
| 2018                  | Allemagne             | Coupe du monde 2018           | 3              | 0              | 0              | -             | -             | -             | -             | 6       | 1       | 0       | LdN                 | 4                   | 0                   | 0                   | 13    | 1     | 0     |
| 2019                  | Allemagne             | -                             | -              | -              | -              | Euro 2020     | 5             | 2             | 0             | 1       | 0       | 0       | -                   | -                   | -                   | -                   | 6     | 2     | 0     |
| 2020                  | Allemagne             | -                             | -              | -              | -              | -             | -             | -             | -             | -       | -       | -       | LdN                 | 6                   | 4                   | 1                   | 6     | 4     | 1     |
| 2021                  | Allemagne             | Euro 2020                     | 3              | 0              | 0              | CdM 2022      | 8             | 5             | 1             | 1       | 1       | 0       | -                   | -                   | -                   | -                   | 12    | 6     | 1     |
| 2022                  | Allemagne             | Coupe du monde 2022           | -              | -              | -              | CdM 2022      | 2             | 2             | 0             | 2       | 1       | 0       | LdN                 | 6                   | 2                   | 2                   | 10    | 5     | 2     |
| 2023                  | Allemagne             | -                             | -              | -              | -              | -             | -             | -             | -             | 2       | 0       | 0       | -                   | -                   | -                   | -                   | 2     | 0     | 0     |
| Total sur la carrière | Total sur la carrière | Total sur la carrière         | 10             | 3              | 2              | -             | 18            | 12            | 1             | 15      | 4       | 0       | -                   | 16                  | 6                   | 3                   | 59    | 25    | 6     |

### Buts internationaux
| Buts internationaux de Timo Werner | Buts internationaux de Timo Werner | Buts internationaux de Timo Werner                     | Buts internationaux de Timo Werner | Buts internationaux de Timo Werner | Buts internationaux de Timo Werner | Buts internationaux de Timo Werner      |
| 0                                  | Date                               | Lieu                                                   | Adversaire                         | Score                              | Résultat                           | Compétition                             |
| ---------------------------------- | ---------------------------------- | ------------------------------------------------------ | ---------------------------------- | ---------------------------------- | ---------------------------------- | --------------------------------------- |
| 1                                  | 25 juin 2017                       | Stade olympique Ficht, Sotchi, Russie                  | Cameroun                           | 2-0                                | 3-1                                | Coupe des confédérations 2017           |
| 2                                  | 25 juin 2017                       | Stade olympique Ficht, Sotchi, Russie                  | Cameroun                           | 3-1                                | 3-1                                | Coupe des confédérations 2017           |
| 3                                  | 29 juin 2017                       | Stade olympique Ficht, Sotchi, Russie                  | Mexique                            | 3-0                                | 4-1                                | Coupe des confédérations 2017           |
| 4                                  | 1er septembre 2017                 | Eden Aréna, Prague, République tchèque                 | Tchéquie                           | 0-1                                | 1-2                                | Éliminatoires de la Coupe du monde 2018 |
| 5                                  | 4 septembre 2017                   | Mercedes-Benz Arena, Stuttgart, Allemagne              | Norvège                            | 3-0                                | 6-0                                | Éliminatoires de la Coupe du monde 2018 |
| 6                                  | 4 septembre 2017                   | Mercedes-Benz Arena, Stuttgart, Allemagne              | Norvège                            | 4-0                                | 6-0                                | Éliminatoires de la Coupe du monde 2018 |
| 7                                  | 14 novembre 2017                   | RheinEnergieStadion, Cologne, Allemagne                | France                             | 1-1                                | 2-2                                | Match amical                            |
| 8                                  | 8 juin 2018                        | BayArena, Leverkusen, Allemagne                        | Arabie saoudite                    | 1-0                                | 2-1                                |                                         |
| 9                                  | 19 novembre 2018                   | Veltins-Arena, Gelsenkirchen, Allemagne                | Pays-Bas                           | 1-0                                | 2-2                                | Ligue des nations 2018-2019             |
| 10                                 | 11 juin 2019                       | Opel Arena, Mayence, Allemagne                         | Estonie                            | 7-0                                | 8-0                                | Éliminatoires de l'Euro 2020            |
| 11                                 | 13 octobre 2019                    | A. Le Coq Arena, Tallinn, Estonie                      | Estonie                            | 0-3                                | 0-3                                | Éliminatoires de l'Euro 2020            |
| 12                                 | 3 septembre 2020                   | Mercedes-Benz Arena, Stuttgart, Allemagne              | Espagne                            | 1-0                                | 1-1                                | Ligue des nations 2020-2021             |
| 13                                 | 13 octobre 2020                    | RheinEnergieStadion, Cologne, Allemagne                | Suisse                             | 1-2                                | 3-3                                | Ligue des nations 2020-2021             |
| 14                                 | 14 novembre 2020                   | Red Bull Arena, Leipzig, Allemagne                     | Ukraine                            | 2-1                                | 3-1                                | Ligue des nations 2020-2021             |
| 15                                 | 14 novembre 2020                   | Red Bull Arena, Leipzig, Allemagne                     | Ukraine                            | 3-1                                | 3-1                                | Ligue des nations 2020-2021             |
| 16                                 | 7 juin 2021                        | Merkur Spiel-Arena, Düsseldorf, Allemagne              | Lettonie                           | 6-0                                | 7-1                                | Match amical                            |
| 17                                 | 2 septembre 2021                   | Kybunpark, Saint-Gall, Suisse                          | Liechtenstein                      | 0-1                                | 0-2                                | Coupe du monde 2022-Eliminatoires       |
| 18                                 | 5 septembre 2021                   | Mercedes-Benz Arena, Stuttgart, Allemagne              | Arménie                            | 4-0                                | 6-0                                | Coupe du monde 2022-Eliminatoires       |
| 19                                 | 8 septembre 2021                   | Laugardalsvöllur, Reykjavik, France                    | Islande                            | 0-4                                | 0-4                                | Coupe du monde 2022-Eliminatoires       |
| 20                                 | 11 octobre 2021                    | Stade national Toše-Proeski, Skopje, Macédoine du Nord | Macédoine du Nord                  | 0-2                                | 0-4                                | Coupe du monde 2022-Eliminatoires       |
| 21                                 | 11 octobre 2021                    | Stade national Toše-Proeski, Skopje, Macédoine du Nord | Macédoine du Nord                  | 0-3                                | 0-4                                | Coupe du monde 2022-Eliminatoires       |

## Palmarès

### En club
- RB Leipzig
  - Vice-champion d'Allemagne en 2017.
  - Vainqueur de la Coupe d'Allemagne en 2023.
  - Vainqueur de la Supercoupe d'Allemagne en 2023.
- Chelsea FC
  - Finaliste de la Coupe d'Angleterre en 2021.
  - Vainqueur de la Ligue des champions en 2021.
  - Vainqueur de la Supercoupe de l'UEFA en 2021.
  - Vainqueur de la Coupe du monde des clubs en 2021.
- Tottenham Hotspur
  - Vainqueur de la Ligue Europa en 2025.

### En équipe nationale
- Allemagne -17 ans
  - Finaliste du Championnat d'Europe en 2012.
- Allemagne
  - Vainqueur de la Coupe des confédérations en 2017.

### Distinctions personnelles
- Meilleur buteur de la Coupe des confédérations 2017.
- Médaille Fritz Walter : Or dans la catégorie -17 ans en 2013, Argent dans la catégorie -19 ans en 2015.
- Joueur des mois de novembre et décembre 2019 en Bundesliga[35],[36].